# Winnogóra
Winnogóra (tyska: Weinberg) är en by i powiaten Szamotuły i Storpolens vojvodskap, Polen. Den ligger 26 km nordväst om staden Szamotuły och 57 km nordväst om vojvodskapets huvudstad, Poznań. Byn ligger i gminan Wronki.